# Трипільське князівство
Трипільське князівство — одне з удільних князівств Київської землі з центром у Трипіллі. Утворилося 1162 року внаслідок виокремлення самостійного уділу з Торчеського князівства. З огляду на вигідне стратегічне розташування було об'єктом постійної боротьби. 1223 року знову приєднано до цього князівства.

## Історія
Трипільський уділ було виділено з Торчеського князівства у 1162 році великим князем Ростиславом Мстиславичем для його молодшого брата Володимира. Після його вигнання у 1168 році, переяславський князь Гліб Юрійович посадив тут свого васала — небожа Мстислава Ростиславича. Цей князь мусив двічі втікати з Триполя: у 1170 році при підході волинського війська та в 1173 року після наступу Рюрика Ростиславича.
Рюрик Ростиславич надав Трипільське князівство синові трипільського князя Володимира Мстиславича — Мстиславу. Останній змушений маневрувати між різними політичними групами, які боролися за Київ. У 1177 році він пропустив через трипільську переправу чернігівське військо Святослава Всеволодовича — головного противника його сюзерена Рюрика Ростиславича. У 1180 році дружина Трипільського князівства брала участь у війні проти знову Святослава Всеволодовича, але першою стала тікати.
У 1183 році військо князівство брало участь у війні з половцями під час великого походу на чолі з великим князем Київським. 1187 році Трипільський уділ зайняв Мстислав Удатний. 1194 році переходить під владу Романа Мстиславича, який ліквідував самостійність князівства, призначивши сюди посадника. Але невдовзі знову відновлено незалежність Трипільського князівства, володарем якого став Ростислав Володимирович, який панував тут до 1203 року. В 1207 році Трипільське князівство тримав небіж Ростислава Володимировича — Ярославич, ім'я якого невідоме. За різними теоріями, це був Святослав Ярославич, князь Шумський або Святослав Ярославич, князь Канівський. Обидва загинули у 1223 році у битві на Калці. Після цього Трипільське князівство остаточно ліквідовано й приєднано до Торчеського князівства.